# Mentzelia tricuspis
Mentzelia tricuspis là một loài thực vật có hoa trong họ Loasaceae. Loài này được A. Gray mô tả khoa học đầu tiên năm 1875.

## Hình ảnh

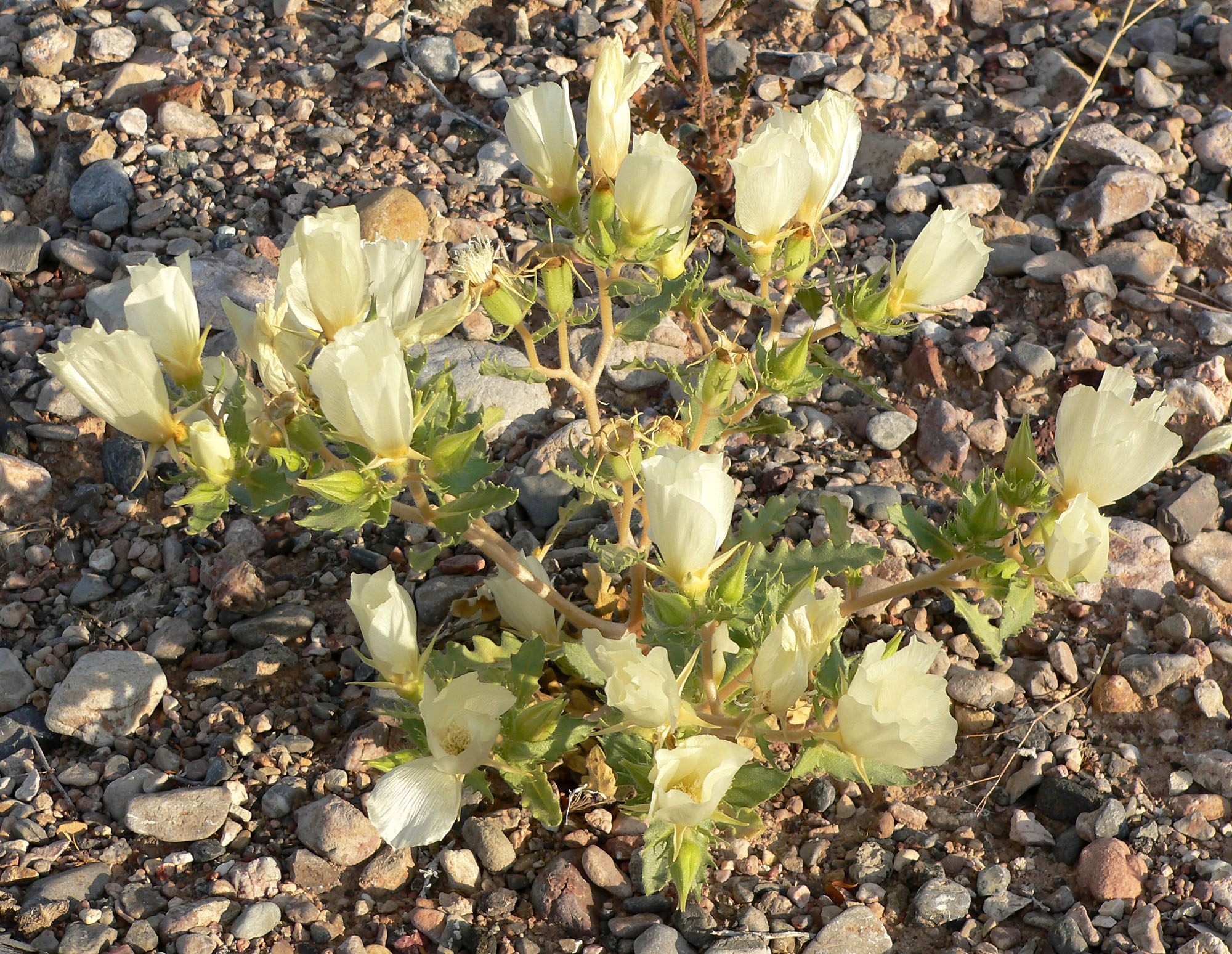
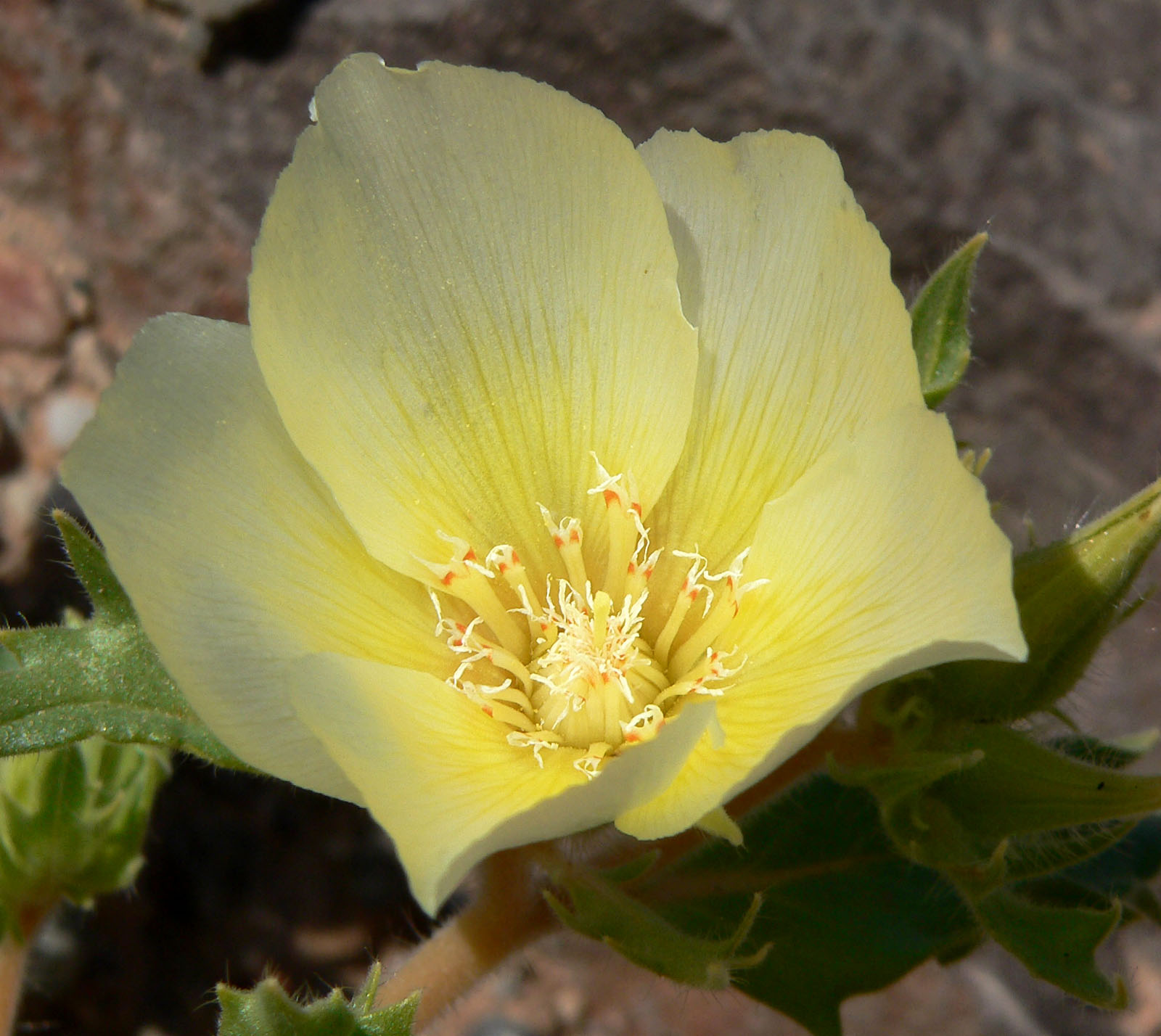
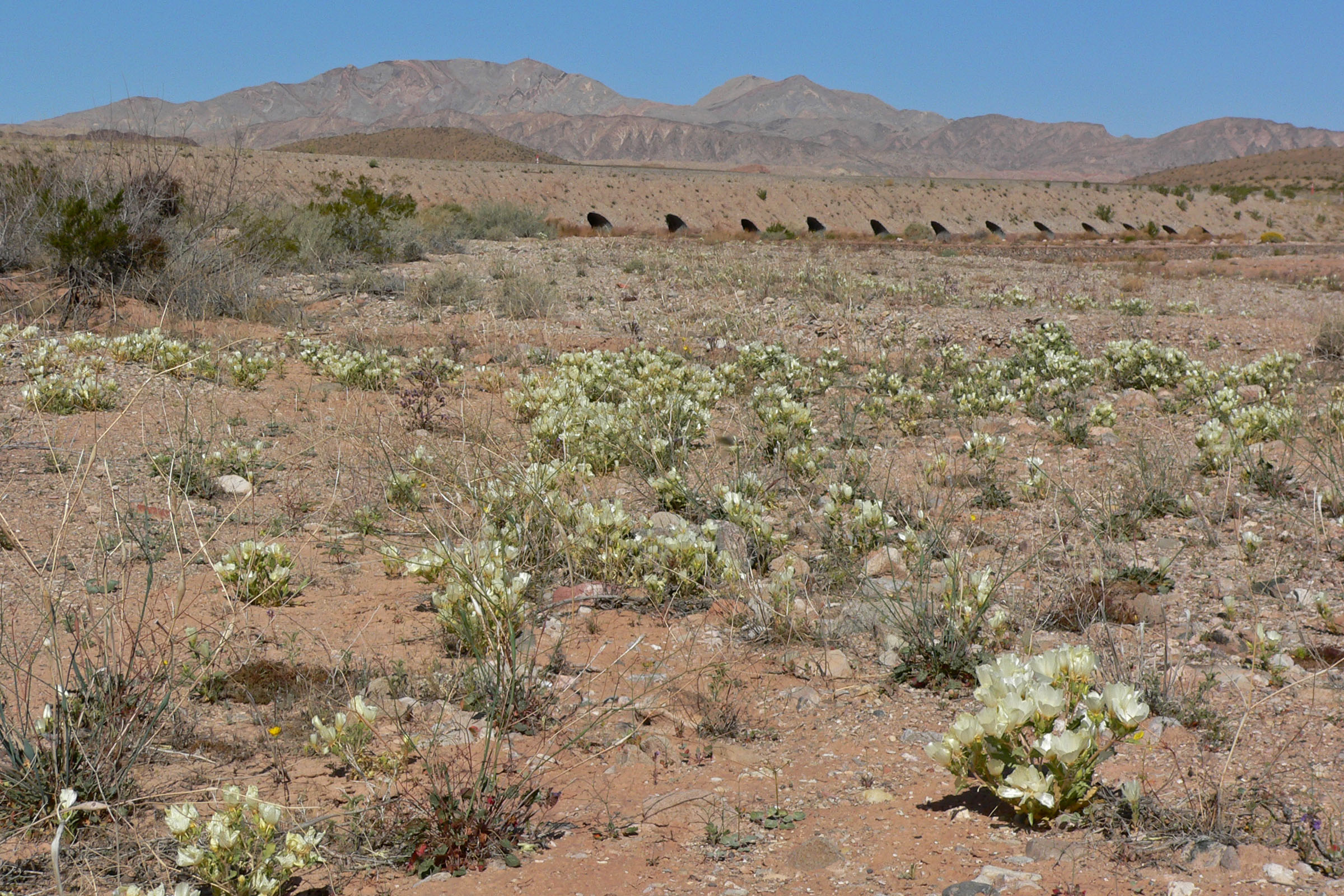
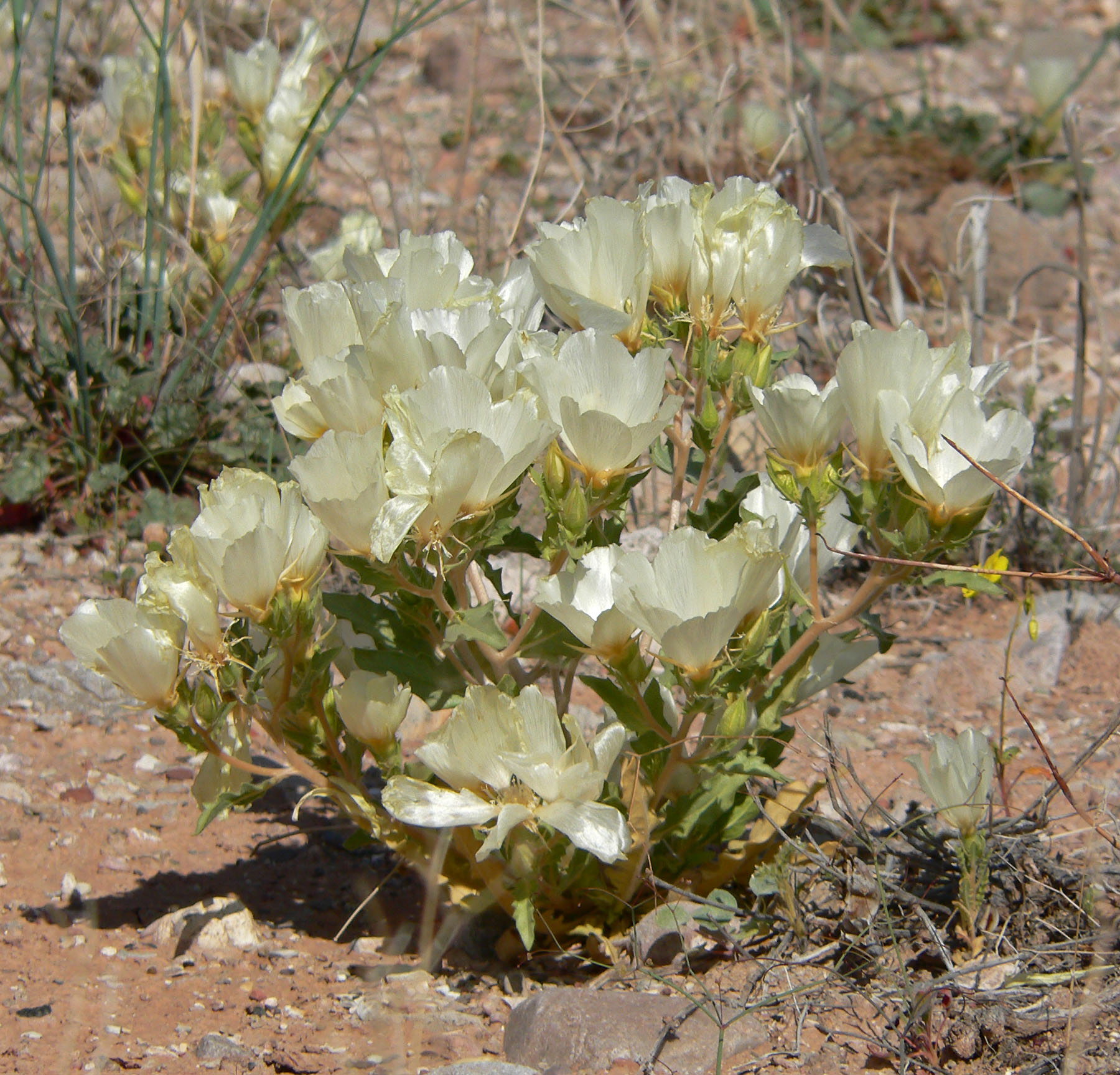